# Бередь
Бере́дь (рос. Бередь) — присілок у складі Шарканського району Удмуртії, Росія.

## Населення
Населення — 77 осіб (2010; 125 у 2002).
Національний склад станом на 2002:
- удмурти — 95 %

## Урбаноніми[3]
- вулиці — Верхня, Нижня